# NGC 7157
NGC 7157 (również PGC 67693) – galaktyka spiralna z poprzeczką (SBa), znajdująca się w gwiazdozbiorze Ryby Południowej. Odkrył ją w 1886 roku Francis Leavenworth.